# 费丝·内森
费丝·内森（英語：Faith Nathan，2000年7月27日—），澳大利亚女子橄榄球运动员。她曾代表澳大利亚七人制国家队参加2022年英联邦运动会七人制橄榄球比赛，获得一枚金牌。